# Ethelumoides holthuisi
Ethelumoides holthuisi är en kräftdjursart som beskrevs av Franco Ferrara och Stefano Taiti 1989. Ethelumoides holthuisi ingår i släktet Ethelumoides och familjen Eubelidae. Inga underarter finns listade i Catalogue of Life.